# Cladocarpus keiensis
Cladocarpus keiensis is een hydroïdpoliep uit de familie Aglaopheniidae. De poliep komt uit het geslacht Cladocarpus. Cladocarpus keiensis werd in 2003 voor het eerst wetenschappelijk beschreven door Schuchert. 